# Peter M. Christian
Peter M. Christian (Pohnpei,16 de outubro de 1947) é um político de seu país, foi Presidente dos Estados Federados da Micronésia de 2015 até 2019.